# Тайкаш
Тайкаш (баш. Тайҡаш) — деревня в Караидельском районе Республики Башкортостан Российской Федерации. Входит в состав Явгильдинского сельсовета. Живут татары.

## География
Согласно «Списку населенных мест по сведениям 1870 года», располагалась при озере Большом.

### Географическое положение
Расстояние до:
- районного центра (Караидель): 39 км,
- центра сельсовета (Явгильдино): 5 км,
- ближайшей ж/д станции (Щучье Озеро): 80 км.

## Топоним
Фиксировалась также под названием Тойнаш, Тойнишево, Тойкашево.

## История
Деревня основана тептярями по договору 2 мая 1745 и 3 апреля 1764 годов о припуске на вотчинных землях башкир Сунларской волости Сибирской дороги.
В 1858 г. Мухамедулла Гайнуллин принял крещение, став Андреем Дмитриевым.
Несколько статистических материалов о хозяйственном развитии поселения. В 1842 г. 54 двора с 315 тептярями и мишарями имело 100 дес. под усадьбой, 700 дес. под сенокосными угодьями, 800 дес. под лесом. 57 мишарей сеяли 40 дес. озимого и 47 дес. ярового хлеба. Площадь пашни не указана. В 1917 г. на 151 двор мишарей приходилось 764 дес. посева, на 114 дворов тептярей — 504 дес/, на 22 двора башкир — 218 дес. пашни. Не имели посева 3 двора мишарей, по одному двору тептярей и башкир; до 4-х дес. пашни было у 73 мишарей, 59 тептярей и 7 башкир; 4—9 дес. было у 69 мишарей, 49 тептярей и 5 башкир; 10—14 дес. — у 7 мишарей, А тептярей и 5 башкир; свыше 15 дес. имели 4 двора башкир и по одному двору мишарей и тептярей.
В 1842 г. на всю деревню приходилось 192 лошади, 60 коров, 205 овец, 124 козы. В 1917 г. у мишарей было 271, у тептярей 193, у башкир 58 голов рабочего скота. Занимались и пчеловодством (в 1842 г.— 148 ульев), извозом. В начале и в конце XIX в. зафиксирована мечеть.
В «Списке населенных мест по сведениям 1870 года», изданном в 1877 году, населённый пункт упомянут как деревня Тойкашева 1-го стана Бирского уезда Уфимской губернии. Располагалась при озере Большом, слева от Кунгурского и Сибирского почтовых трактов, в 75 верстах от уездного города Бирска и в 34 верстах от становой квартиры в селе Аскине. В деревне, в 96 дворах жили 620 человек (333 мужчины и 287 женщин, тептяри, мещеряки), была мечеть. Жители занимались пчеловодством и извозничеством.

## Население
| 2002 | 2009 | 2010 |
| ---- | ---- | ---- |
| 565  | ↘559 | ↘547 |

### Историческая численность населения
В 1795—101 человек, в 1865 г. в 96 дворах — 620.

### Национальный состав
В начале XIX века здесь поселились мишари.
Численность населения по ревизиям, тептяри 1795 г. — 101, 1816—168, 1834 г. — 256, 1859 г. — 502, 1870 г. — 461, 1917 г. — 592, мишари 1795 г. — нет, 1816 — 56, 1834 г. — 40, 1859 г. — 90, 1870 г. — 69, 1917 г. — 839.

## Инфраструктура
Центральная усадьба ООО «Тайкаш», основная школа, детский сад, фельдшерско-акушерский пункт, дом культуры, библиотека.

## Религия
В деревне есть мечеть.